# Masirana cinevacea
Masirana cinevacea är en spindelart som beskrevs av Kishida 1942. Masirana cinevacea ingår i släktet Masirana och familjen Leptonetidae. Inga underarter finns listade i Catalogue of Life.